# Campylocera
Campylocera es un género de moscas de la familia Pyrgotidae.

## Especies
- C. augustigenis Hendel, 1914
- C. bokumaensis Vanschuytbroeck, 1963
- C. brevicornis Hendel, 1908
- C. chelyonothus (Róndani, 1875)
- C. clemelis Séguy, 1935
- C. denticauda Enderlein, 1942
- C. ferruginea Macquart, 1843
- C. fuscipes Wulp, 1885
- C. hirsuta Aldrich, 1928
- C. hyalipennis Malloch, 1929
- C. kenyana Hendel, 1934
- C. latigenis Hendel, 1914
- C. latipennis Séguy, 1933
- C. longicornis Wulp, 1885
- C. lurida Enderlein, 1942
- C. maculifera Hendel, 1914
- C. marmorata Enderlein, 1912
- C. mindanensis Hennig, 1936
- C. myopa Hendel, 1914
- C. myopina Wulp, 1880
- C. nigridorsum Enderlein, 1942
- C. octomaculata Enderlein, 1942
- C. oculata Hendel, 1914
- C. ornatipennis Hennig, 1936
- C. piceiventris Hendel, 1914
- C. pleuralis Hendel, 1914
- C. proxima Séguy, 1933
- C. robusta Wulp, 1880
- C. rodhaini Vanschuytbroeck, 1963
- C. rufina Bezzi, 1916
- C. ruwenzoriensis Vanschuytbroeck, 1963
- C. stigmatica Séguy, 1933
- C. tessmanni Enderlein, 1942
- C. thoracalis Hendel, 1914
- C. unicolor Becker, 1909
- C. varipennis Curran, 1928
- C. squalidus (Walker, 1861)
- C. partitigena (Enderlein, 1942)
- C. setosa (Giebel, 1862)
- C. yurikoae (Azuma, 2001)